# Episiphon candelatum
Episiphon candelatum är en blötdjursart som först beskrevs av Tetsuaki Kira 1959.  Episiphon candelatum ingår i släktet Episiphon och familjen Gadilinidae. Inga underarter finns listade i Catalogue of Life.